# Bolor-Erdene Khaltar
Bolor-Erdene Khaltar (Ulan Bator, 15 agosto 1975) è una giornalista e scrittrice mongola.

## Biografia
Ha conseguito la laurea nel 1995 presso l'Università di Lettere e Lingue e nel 2000 presso la sezione giornalistica dell'Università di Lettere.
Giornalista-letterario specializzato. Impegnati poi con molti grandi quotidiani come "Il diritto pubblico", "Oggi", "La parola", "Notizie del secolo" e l'agenzia "Irmuun". Ora è giornalista e scrittrice freelance.
Ha ricevuto il premio letterario "La Penna d'oro" nel 2009, per il suo libro intitolato "Io e noi due" (storie psicologiche) e
"Khishigt Mongol" per bambini ha ricevuto il 1 ° premio nel 2011. Molte delle sue canzoni, romanzi, film e romanzi sono stati ben noti ai lettori e sono stati ampiamente diffusi per persone provenienti dalla Mongolia.
Nel 2019, il suo romanzo per ragazzi "Khishigt" è stato pubblicato in Francia dal titolo "Khishigt Mongol" e attualmente disponibile al pubblico in Europa e nell'intero territorio francofono.

## Libri di storia
1. Naked night (2002)
2. Made in heart (2004)
3. The prigionieri del paradiso (2007)
4. Toi and me (2009), (2013)

## Funziona per i bambini
1. The old Mongol stories 1-10 (2008)
2. La storia delle regine sagge (2011)
3. Due Temuujin / 2011 / storia
4. Red man / 2011 / storia
5. La storia della madre

## Notizie
1. I love you - 2 (2009)
2. Bad man (2010)
3. Venti anni dopo (2010)
4. Khishigt (2011), (2012), (2013), (2018) nuovo documentario.
5. «Bolor News» (2013)

## romano
1. The woman running (2019)

## Scenari
1. I love you-2 (2009)
2. M-15 (2010)
3. Il colore del sole (2012)
4. The life partner (2014)

## Lettere
1. La lettera al futuro amore di mia figlia
2. La lettera al futuro amore di mio figlio

## Testo
1. Non piangere ragazza; la cantante Ariunaa T.
2. Ti amo mamma; canzone drammatica, la cantante Ariunaa T.

Canzone #Almond del film, la cantante Ariunaa T.
1. L'ultima canzone del cigno; canzone del film, la cantante Ariunaa T.
2. Il colore dell'amore; la cantante Ariunaa T.
3. Per amare essere amati; la cantante Sarantuya B.
4. Mi piace quest'uomo; canzone drammatica, produzione Evolution.
5. La coppia del parco; dramma, cantante Tselmuun Ch.
6. Non mi hai lasciato; cantante Tuul D.
7. Ho cambiato; Gruppo di gala.
8. Mi-15; canzone del film, cantante Iderjavhlan P.
9. Tempo d'amore; cantante Bayartsetseg B.
10. All'incrocio; cantante Bayartsetseg B.
11. Il pensiero; cantante Bayartsetseg B.

## Mongolia Rewards
1. La piuma d'acciaio  dell'Unione dei giornalisti mongoli,
2. Il prezzo dei meritati media mongoli,
3. Il meritato premio "Ser-Od" del sindacato degli autori mongoli,
4. Il primo premio del miglior lavoro dell'anno "La Penna d'oro" nel 2009, 2011,
5. Il prezzo di "Donna impegnata - Donna dell'anno" nel 2011
6. Ottenuto il titolo di merito culturale nel 2013.